# Oddone I d'Aquitania

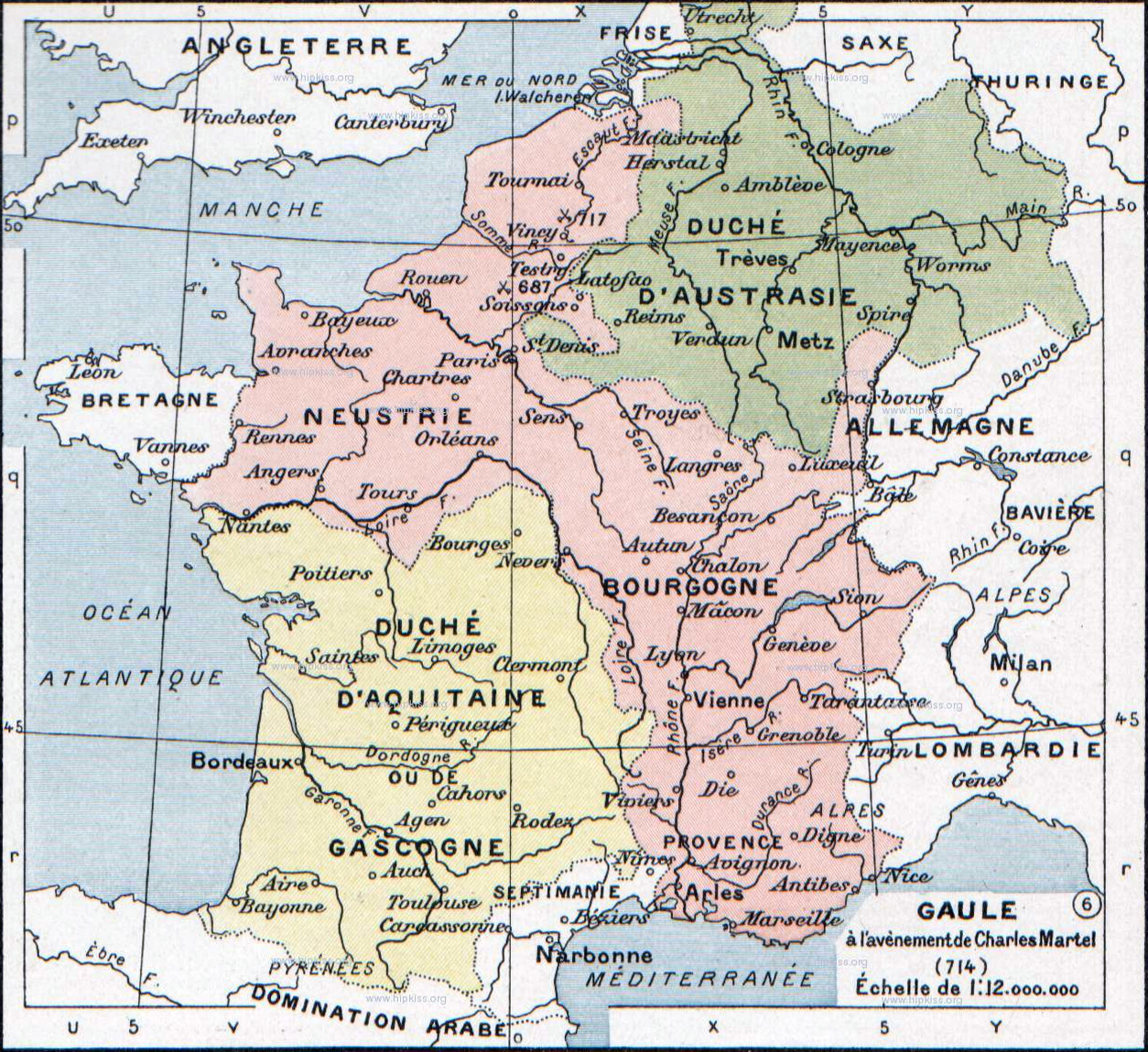
Il ducato di Oddone I è in giallo.

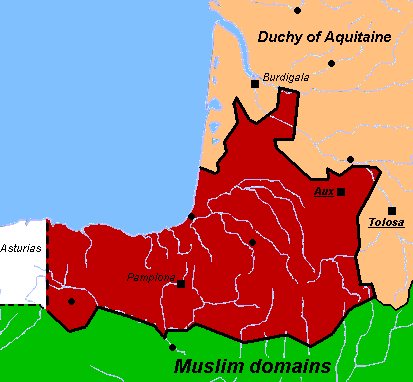
Il ducato di Vasconia assoggettato da Oddone I.

Oddone (conosciuto anche come Oddone il Grande, Eude o Eudes) (Prima del 670 – 735) è stato un generale franco fu duca d'Aquitania e duca di Guascogna.

## Origine
Figlio del duca d'Aquitania e duca di Guascogna, Boggio e dalla moglie Oda (?-723), che secondo l'Ex Chronico Sigeberti monachi, in cui viene ricordata come la moglie del duca di Aquitania Boggio, fu santificata in Gallia, nel 711.

## Biografia
Della sua vita dei primi anni di governo non si hanno notizie. Era titolare del ducato che si estendeva dalla Loira ai Pirenei, con capitale Tolosa, dal 700 circa (potrebbe esser entrato in carica anche qualche anno prima) e lo mantenne sino al 735.
Nel 715, approfittando della guerra civile tra Neustria ed Austrasia, si dichiarò indipendente dal regno dei Franchi e si fece chiamare re.
Nel 718 si alleò col Maggiordomo di palazzo di Neustria, Ragenfrido e col suo re Chilperico II, che in cambio gli riconobbero il titolo di re. Quindi intervenne col suo esercito di Vasconi partecipò alle battaglie contro il regno d'Austrasia ed il suo maggiordomo di palazzo, Carlo Martello, sino alla battaglia di Soissons del 719, dove si diede alla fuga e riuscendo a sfuggire a Carlo Martello, Oddone si rifugiò ad Orleans, assieme a Chilperico II che riuscì ad attraversare la Loira, mettendo in salvo il tesoro reale.
In quello stesso anno morì il re dei Franchi d'Austrasia, Clotario IV, e, dopo la morte di quest'ultimo Carlo offrì un accordo di amicizia a Oddone I in cambio della consegna di Chilperico II ed il re di Neustria, Chilperico II, gli venne consegnato col tesoro reale.
Oddone, dovette combattere anche contro i Saraceni, che invasero la Settimania ed occuparono Narbona; dopo invasero l'Aquitania e posero l'assedio a Tolosa. Oddone, con un esercito di Aquitani e di Franchi, il 9 giugno 721, attaccò all'improvviso ed ottenne una schiacciante vittoria sul Wali di al-Andalus (governatore della Spagna) l'emiro Al-Samh ibn Malik al-Khawlani, conosciuta come Battaglia di Tolosa, dove i saraceni si diedero alla fuga e molti di loro morirono, liberando così l'Aquitania dai saraceni. Il Papa Gregorio II, per celebrare la vittoria, inviò dei regali direttamente ad Oddone, legittimandone una nuova indipendenza.
Sconfisse per due volte il nuovo wali di al-Andalus l'emiro ʿAnbasa ibn Suḥaym al-Kalbī (chiamato Ambiza dalle cronache cristiane dell'epoca), che guidava personalmente la razzia: prima, nel 725 a Sens, costringendolo a interrompere la razzia e ritornare in Spagna, dopo che aveva espugnato Carcassonne ed era arrivato sino a Nimes, senza combattere, inviando gli ostaggi a Barcellona ed aver fatto un grande bottino dopo aver saccheggiato Autun; poi nel 726, affrontandolo all'inizio della razzia, e uccidendolo in battaglia.
Secondo The Development of Southern French and Catalan Society, 718-1050, Oddone si alleò col governatore moresco della Cerdagna per difendere la frontiera meridionale dai Mori, dandogli in moglie la figlia.
Nel 731, Oddone I non rinnovò l'alleanza con Carlo Martello, che per due volte attraversò la Loira sconfisse Oddone, devastò la regione annettendola.
I Saraceni, nell'autunno del 731, approfittando del fatto che Carlo Martello, non gradendo l'indipendenza dell'Aquitania, la stava invadendo, attaccarono, e presso Bordeaux, nel 732, si presero la rivincita. Il wali di al-Andalus, l'emiro ʿAbd al-Raḥmān ibn ʿAbd Allāh al-Ghāfiqī, ottenne una schiacciante vittoria su Oddone, nella Battaglia della Garonna.
Secondo l'anonimo continuatore del cronista Fredegario e gli Annales Mettenses ʿAbd al-Raḥmān al-Ghāfiqī fu chiamato dallo stesso Oddone I per poter contrastare Carlo Martello, ma che una volta arrivati a Bordeaux cominciarono ad uccidere e a bruciare delle chiese. Anche secondo l'Ex Chronico Hermanni contracti i Saraceni, chiamati da Oddone I, devastarono la Gallia, inclusa l'Aquitania.
Allora Oddone fu costretto a rivolgersi al suo antagonista più inviso, Carlo Martello, che, dopo la riconciliazione, intervenne e a Poitiers, facendo strage di nemici, sconfisse e uccise ʿAbd al-Raḥmān al-Ghāfiqī, in un sabato del mese di ottobre del 732 (cento anni esatti dalla morte di Maometto). Oddone, schierato all'ala alla testa dei suoi cavalieri, inseguì l'esercito dei musulmani in ritirata, che tuttavia, malgrado perdite non quantificabili, riuscì a riguadagnare le proprie basi di partenza.

Oddone morì nel 735. La data è confermata dagli Annales Francorum Ludovici Dufour che precisano che in quello stesso anno Carlo Martello Invase la Vasconia, mentre l'Ex Chronico Sigeberti monachi precisa che Oddone I perse il ducato e la vita, combattendo contro Carlo Martello in Vasconia. ad Oddone I, nel titolo di duca d'Aquiatania successe il figlio primogenito, Unaldo.

## Discendenza
Oddone ebbe dalla moglie Valtrude, figlia di Walchiso (figlio di Arnolfo di Metz) 4 figli:
- Unaldo (?-774), duca d'Aquitania e duca di Guascogna.
- Hattone ( ?-744), morì dopo essere stato fatto accecare dal fratello Unaldo.
- Remistano ( ?-768), fu il padre di Mansione I che a sua volta generò Torsone, il primo conte di Tolosa.
- Lampagia, che fu data in moglie all'emiro ʿOthmān ibn Abī Mūsā, che la Isidori Pacensis Episcopi Chronicon, cita col nome di Munniz[25].

## Ascendenza
|                      |   |            | Genitori |  |  | Nonni |  |  | Bisnonni    |  |  | Trisnonni    |  |
|                      |   |            |          |  |  |       |  |  | Clotario II |  |  | Chilperico I |  |
|                      |   |            |          |  |  |       |  |  | Clotario II |  |  | Chilperico I |  |
|                      |   | Fredegonda |          |  |  |       |  |  | Clotario II |  |  |              |  |
| Cariberto II         |   |            |          |  |  |       |  |  | Clotario II |  |  |              |  |
|                      |   | Sichilde   | …        |  |  |       |  |  |             |  |  |              |  |
|                      |   | Sichilde   | …        |  |  |       |  |  |             |  |  |              |  |
|                      |   | Sichilde   | …        |  |  |       |  |  |             |  |  |              |  |
| Boggio d'Aquitania   |   | Sichilde   |          |  |  |       |  |  |             |  |  |              |  |
|                      |   | …          | …        |  |  |       |  |  |             |  |  |              |  |
|                      |   | …          | …        |  |  |       |  |  |             |  |  |              |  |
|                      |   | …          | …        |  |  |       |  |  |             |  |  |              |  |
| …                    |   | …          |          |  |  |       |  |  |             |  |  |              |  |
|                      |   | …          | …        |  |  |       |  |  |             |  |  |              |  |
|                      |   | …          | …        |  |  |       |  |  |             |  |  |              |  |
|                      |   | …          | …        |  |  |       |  |  |             |  |  |              |  |
| Oddone I d'Aquitania |   | …          |          |  |  |       |  |  |             |  |  |              |  |
|                      | … | …          |          |  |  |       |  |  |             |  |  |              |  |
|                      | … | …          |          |  |  |       |  |  |             |  |  |              |  |
|                      | … | …          |          |  |  |       |  |  |             |  |  |              |  |
| …                    | … |            |          |  |  |       |  |  |             |  |  |              |  |
|                      |   | …          | …        |  |  |       |  |  |             |  |  |              |  |
|                      |   | …          | …        |  |  |       |  |  |             |  |  |              |  |
|                      |   | …          | …        |  |  |       |  |  |             |  |  |              |  |
| Oda                  |   | …          |          |  |  |       |  |  |             |  |  |              |  |
|                      |   | …          | …        |  |  |       |  |  |             |  |  |              |  |
|                      |   | …          | …        |  |  |       |  |  |             |  |  |              |  |
|                      |   | …          | …        |  |  |       |  |  |             |  |  |              |  |
| …                    |   | …          |          |  |  |       |  |  |             |  |  |              |  |
|                      |   | …          | …        |  |  |       |  |  |             |  |  |              |  |
|                      |   | …          | …        |  |  |       |  |  |             |  |  |              |  |
|                      |   | …          | …        |  |  |       |  |  |             |  |  |              |  |
|                      |   | …          |          |  |  |       |  |  |             |  |  |              |  |

### Fonti primarie
- (LA)  Fredegario, FREDEGARII SCHOLASTICI CHRONICUM CUM SUIS CONTINUATORIBUS, SIVE APPENDIX AD SANCTI GREGORII EPISCOPI TURONENSIS HISTORIAM FRANCORUM.
- (LA)  Annales Mettenses Priores.
- (LA)  Monumenta Germaniae historica: Chronicon Moissiacensis.
- (LA)  España sagrada. 8.
- (LA)  Rerum Gallicarum et Francicarum Scriptores, tomus tertius.

### Letteratura storiografica
- Christian Pfister, "La Gallia sotto i franchi merovingi: vicende storiche", cap. XXI, vol. I (La fine del mondo antico) della Storia del Mondo Medievale, pp. 688–711.
- C.H. Becker, "L'espansione dei saraceni in Africa e in Europa", cap. III, vol. II (L'espansione islamica e la nascita dell'Europa feudale) della Storia del Mondo Medievale, pp. 70–96.
- (EN) The Development of Southern French and Catalan Society, 718-1050, su libro.uca.edu.